# Orquesta Philharmonia

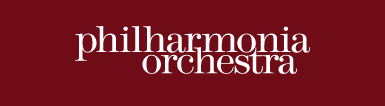
Logo de la Orquesta Philharmonia.

La Orquesta Philharmonia (o solo Philharmonia) es una orquesta sinfónica con sede en Londres, que fue fundada en 1945 por Walter Legge. Desde 1995 se presenta en el Royal Festival Hall. En Gran Bretaña también es la orquesta residente en De Montfort Hall de Leicester y en Bedford Corn Exchange.
La orquesta fue fundada en 1945 por Walter Legge, y si bien ofreció ocasionales conciertos en vivo, se dedicaba principalmente a ser la orquesta para las grabaciones de EMI, donde Legge era un ejecutivo. Thomas Beecham dio su concierto debut en 1946, pero fue apartado del cargo de director por un largo periodo cuando intentó tomar control de la orquesta y cambiar su nombre (entonces Beecham fundó su Orquesta Filarmónica Real).
En sus primeros años, muchos destacados directores de orquesta hicieron grabaciones con el conjunto, entre ellos Arturo Toscanini y Wilhelm Furtwängler. Sin embargo, fue Herbert von Karajan (a quien no se le permitió trabajar en Alemania ni en Austria por un tiempo por sus antecedentes nazis) quien estuvo muy asociado con la Philharmonia en sus primeros años. Karajan transformó la orquesta en uno de los mejores conjuntos del mundo, e hizo numerosas grabaciones, entre ellas todas las sinfonías de Beethoven.
En 1954 Karajan la dejó para dirigir la Orquesta Filarmónica de Berlín. Necesitando encontrar un nuevo director para la orquesta, Legge recurrió a Otto Klemperer, cuya carrera estaba languideciendo. Esta resultó una decisión acertada, y el nombre de Klemperer quedó indeleblemente vinculado al de la orquesta durante un "Verano Indio" de grandes grabaciones. En 1959 fue nombrado director vitalicio. Con él la orquesta alcanzó un cenit único, en sus conciertos y en el estudio de grabación, consolidándose como una orquesta de virtuosos con un sonido único que permite a sus directores conseguir unas versiones de la obras lo más cercanas posible a su visión de las mismas y a las intenciones del compositor.

## Trasfondo
El nombre "Philharmonia" fue adoptado por el empresario y productor discográfico Walter Legge para un cuarteto de cuerda que formó en 1941, integrado por Henry Holst, Jean Pougnet, Frederick Riddle y Anthony Pini. El nombre fue tomado de la portada de la partitura publicada que Legge usó para la primera obra que grabaron. Temporalmente aumentado a un septeto, el conjunto dio su primer concierto en el Wigmore Hall, siendo la obra principal la obra de Ravel, Introducción y Allegro. Con varios cambios de personal, el cuarteto continuó tocando en conciertos y en el estudio de grabación durante la Segunda Guerra Mundial. En 1942, el editor de The Gramophone, Compton Mackenzie, escribió que no dudaba en llamar al Philharmonia el mejor cuarteto de cuerda del país.
Durante la guerra, Legge estuvo a cargo de la división de música de la Asociación de Servicios Nacionales de Entretenimiento (ENSA), que brindaba entretenimiento a las fuerzas armadas británicas y aliadas. En este cargo estuvo en estrecho contacto con muchos músicos de primer nivel en las fuerzas armadas, de quienes tenía la intención de inspirarse para crear una nueva orquesta después del final de la guerra. Posteriormente expuso sus principios rectores:
- Hay suficientes músicos de primera clase en Gran Bretaña para hacer una orquesta al menos igual y, en ciertas secciones, superior a las mejores orquestas europeas. Todos estos músicos deben estar en una orquesta: la Philharmonia.
- Haría una orquesta de tal calidad que los mejores instrumentistas competirían por el privilegio de tocar en ella.
- Sin "pasajeros". Un intérprete inferior puede estropear el conjunto y la entonación de una orquesta.
- Una orquesta formada únicamente por artistas distinguidos por derecho propio sólo puede dar lo mejor de sí con los mejores directores.
- Sin director permanente. Una orquesta que trabaja con un solo director, por muy talentoso que sea, lleva inevitablemente la marca de la personalidad permanente de su director, de su sonoridad particular y de su manera de abordar la música. La Orquesta Filarmónica debe tener estilo, no un estilo.[4]

Antes de la guerra, Legge había sido asistente de Sir Thomas Beecham en la Royal Opera House de Covent Garden. Ambos hombres supusieron erróneamente que podrían retomar el control de la ópera después de la guerra, y Legge concibió una nueva orquesta con sede allí, que funcionaría siguiendo las líneas de la Filarmónica de Viena: tocaría en el foso de la ópera y también daría conciertos y grabaría discos por cuenta propia. El comité designado por el gobierno británico para restablecer la ópera y el ballet en el Covent Garden abandonó el sistema de temporadas de ópera de antes de la guerra en favor de una compañía permanente durante todo el año. Ni Beecham ni Legge fueron invitados a dirigirla. Sin embargo, Legge decidió seguir adelante con sus planes de formar una orquesta. Aunque Londres ya tenía tres orquestas sinfónicas permanentes de primera fila: la Orquesta Sinfónica de Londres (LSO), la Orquesta Sinfónica de la BBC (BBC SO) y la Filarmónica de Londres (LPO), su personal y sus estándares habían disminuido durante la guerra y estaba convencido de que la suya podía hacerlo mejor.

## Primeros conciertos
Legge consiguió los servicios de muchos músicos jóvenes de talento que todavía servían en las fuerzas armadas. En 1945 reunió por primera vez una "Orquesta de Cuerdas Philharmonia" para grabaciones, compuesta por músicos de la orquesta de la RAF. Luego reclutó músicos de viento y percusión, incluidos algunos de los mejores instrumentistas del país que habían tocado en otras orquestas durante la guerra. En el primer concierto de la Orquesta Philharmonia, el 27 de octubre de 1945, más del sesenta por ciento de los músicos todavía estaban oficialmente en servicio militar. Beecham dirigió el concierto (por el precio de un cigarro), pero como se negó a ser empleado de Legge y Legge se negó a ceder el control de la orquesta, tomaron caminos separados y Beecham fundó la Royal Philharmonic Orchestra (RPO) al año siguiente.
A diferencia de las orquestas londinenses existentes, pero al igual que la Royal Philharmonic de Beecham, la primera Philharmonia no era un conjunto permanente: se convocaba ad hoc entre los músicos disponibles en la lista de Legge. Varios de esos músicos también estaban en la lista de Beecham y pudieron tocar para ambas orquestas, incluido el trompista Dennis Brain, el clarinetista Reginald Kell y el timbalista James Bradshaw. Aunque esto dio a ambas orquestas acceso a los mejores intérpretes, una revisión de la escena orquestal de Londres de finales de la década de 1940 comentó: "La Philharmonia y la Royal Philharmonic comparten una discapacidad muy grave: que ninguna de las dos es una orquesta constituida permanentemente. Ambas se reúnen y se dispersan más o menos al azar... no hay ningún estilo que sea distintivamente RPO o Philharmonia." En los círculos musicales se sentía ampliamente que la Philharmonia era esencialmente una orquesta de grabación que también daba conciertos, aunque Legge lo negaba firmemente. Sin embargo, la orquesta tocó muchos menos conciertos que las orquestas más antiguas de Londres: en el periodo 1949-1950, la Philharmonia dio 32 conciertos en comparación con 55 de la BBC SO, 103 de la LSO y 248 de la LPO.
Desde sus primeros años, la orquesta tocó con destacados directores, entre ellos Richard Strauss para un solo concierto en 1947, y desde 1948 en adelante, Wilhelm Furtwängler y Herbert von Karajan para conciertos y grabaciones. Hasta la inauguración del Royal Festival Hall en 1951, Londres carecía de una sala adecuada para conciertos sinfónicos. Llenar el vasto Royal Albert Hall era difícil, excepto para actuaciones estelares como el concierto de Strauss, un ciclo de conciertos para piano de Beethoven con Artur Schnabel como solista (1946), o el estreno mundial de Las cuatro últimas canciones de Strauss con Kirsten Flagstad como solista y Furtwängler dirigiendo (1950). Para otros conciertos menos populares en los primeros años de la orquesta, Legge dependía en parte del apoyo financiero de un benefactor musical, el último maharajá de Mysore.

## Orquesta Nueva Philharmonia
El martes 10 de marzo de 1964, Legge anunció que iba a suspender la Orquesta Philharmonia. En una sesión de grabación con Otto Klemperer, se convino un encuentro en el que los presentes dijeron que no permitirían que la Orquesta fuese disuelta. Klemperer dio su apoyo inmediato, y el 17 de marzo de 1964 la Orquesta eligió su propio Cuerpo de Gobierno y adoptó el nombre de "Orquesta Nueva Philharmonia" (New Philharmonia Orchestra). El concierto inaugural de la Orquesta Nueva Philarmonia bajo su propio auspicio tuvo lugar el 27 de octubre de 1964. Fue una interpretación de la Sinfonía n° 9 de Beethoven, dirigida por Klemperer, que era ahora Presidente Honorario de la Orquesta.
La orquesta dio muchas más presentaciones en vivo después que se hizo auto-gobernable que durante la administración de Legge. Continuando como "Orquesta Nueva Philharmonia," readquirió los derechos del nombre "Orquesta Philharmonia" en 1977, y ha sido conocida desde entonces con ese nombre.
A lo largo de la década de los 60, John Barbirolli acomete numerosas giras dirigiendo en calidad de invitado a la orquesta. En 1970 ofrece su último concierto público y tres días después se encuentra ensayando con la New Philharmonia el programa que debería llevar con la misma de gira por Japón. Unas horas después de concluir el ensayo, el 29 de julio de 1970, Barbirolli muere fulminado por una aguda crisis cardíaca.
Klemperer se retiró de la dirección en 1971, pero aún fue oficialmente su director principal hasta su muerte en 1973. En aquellos dos años, Lorin Maazel tomó el puesto de Director Principal Asociado (1971-73), y fue efectivamente el director principal. Riccardo Muti fue el director principal entre 1973 y 1982; fue seguido por Giuseppe Sinopoli (1984-94). En 1997, Christoph von Dohnányi tomó el puesto, y lo mantuvo hasta 2008, cuando fue nombrado Director Honorífico vitalicio. En esa temporada asumió el cargo el director finlandés Esa-Pekka Salonen por un periodo inicial de tres años que posteriormente ha sido ampliado hasta 2017. Salonen ya había actuado como Director Invitado Principal de la orquesta de 1985 a 1994.
La Philharmonia es la orquesta más grabada en el mundo, con más de mil grabaciones. También ha sido oída en diversos soundtracks, interpretando las partituras de clásicos tales como la versión fílmica de Enrique V de Shakespeare por Laurence Olivier (1944), y la versión fílmica de David Lean de Oliver Twist (1948). La orquesta mantiene su propio sello discográfico, en el que se han editado diversas grabaciones de conciertos, con diferentes directores, en formato CD y como descargas en formato mp3 desde su propia página web.
Otras orquestas establecidas en Londres son la Orquesta Sinfónica de Londres, la Orquesta Filarmónica Real, la Orquesta de Cámara Inglesa, la Orquesta Filarmónica de Londres y la Orquesta Sinfónica de la BBC.

## Directores
- Herbert von Karajan (1948–1954)
- Otto Klemperer (1954–1973)
- Riccardo Muti (1973–1982)
- Giuseppe Sinopoli (1984–1994)
- Christoph von Dohnányi (1997–2008)
- Esa-Pekka Salonen (2008-2021).
- Santtu-Matias Rouvali (2021- )

## Discografía parcial
- Bach, Pasión según Mateo - Otto Klemperer/Wilhelm Pitz/Philharmonia Orchestra & Choir/Boys of Hampstead Parish Church Choir/Christa Ludwig/Dietrich Fischer-Dieskau/Elisabeth Schwarzkopf/Nicolai Gedda - 1960/1961 EMI Records - Grammy Award for Best Choral Performance 1963
- Barber, Two Scenes from Antony and Cleopatra/Knoxville: Summer Of 1915 - New Philharmonia Orchestra/Leontyne Price/Thomas Schippers, RCA
- Beethoven, Conc. p. n. 1, 2 - Argerich/Sinopoli/PhO, Deutsche Grammophon
- Beethoven: Piano Concertos Nos. 2 & 5 - Evgeny Kissin/James Levine/Philharmonia Orchestra, 1997 SONY BMG
- Beethoven: Symphonies Nos. 1-9 & Overtures - Herbert von Karajan/Philharmonia Orchestra, Warner
- Beethoven: Symphonie N.º 3, Fidelio Overture - Otto Klemperer/Philharmonia Orchestra, EMI
- Beethoven: Symphonies N.º 5 & N.º 7 - Philharmonia Orchestra/Christian Thielemann, 1996 Deutsche Grammophon
- Beethoven: Symphony N.º 6 & Leonore Overture N.º 1 - Otto Klemperer/Philharmonia Orchestra, EMI
- Beethoven: Violin Concerto - Carlo Maria Giulini/Itzhak Perlman/Philharmonia Orchestra, 2010 Warner
- Beethoven: Fidelio - Otto Klemperer/Philharmonia Orchestra/Gottlob Frick/Walter Berry/Christa Ludwig, EMI Warner
- Beethoven: Große Fuge - Mozart: Eine kleine Nachtmusik - Handel: Concerto Grosso - Otto Klemperer/Philharmonia Orchestra, EMI Warner
- Berlioz: La Damnation de Faust - Myung-whun Chung/Philharmonia Orchestra/Bryn Terfel/Anne Sofie von Otter, 1998 Deutsche Grammophon
- Bernstein: West Side Story Suite - David Zinman/Joshua Bell/Philharmonia Orchestra, 2000 SONY BMG
- Brahms: A German Requiem - Elisabeth Schwarzkopf/Otto Klemperer/Philharmonia Chorus & Orchestra, 1962 EMI
- Brahms: Symphony N.º 1, Tragic Overture & Alto Rhapsody - Otto Klemperer/Philharmonia Orchestra/Christa Ludwig, Warner
- Brahms: Symphony N.º 2 & Schubert: Symphony N.º 8 Unfinished - Herbert von Karajan/Philharmonia Orchestra, 1957 EMI Warner
- Brahms/Sibelius - Violin Concertos - Ginette Neveu/Issay Dobrowen/Philharmonia Orchestra/Walter Süsskind, 1987 EMI
- Britten: Variations on a theme by Frank Bridge; Vaughan Williams: Fantasia on a theme by Tallis; Handel: Water Music Suite - Herbert von Karajan/Philharmonia Orchestra, EMI Warner
- Bruch Mendelssohn, Conc. vl. - Shaham/Sinopoli/PhO, Deutsche Grammophon
- Chopin Liszt, Conc. p. n. 1 - Yundi Li/A.Davis/PhO, 2006 Deutsche Grammophon
- Chaikovsky, Sinf. n. 4-6 - Ashkenazy/PhO, Decca
- Chaikovsky: Symphony No.6 'Pathétique' & Swan Lake - Suite - Herbert von Karajan/Philharmonia Orchestra, EMI Warner
- Chaikovsky: The Nutcraker, Swan Lake & Sleeping Beauty Ballet Suites - Herbert von Karajan/Philharmonia Orchestra, EMI Warner
- Chaikovsky: Piano Concertos Nos. 1-3 & Concert Fantasy - Mikhail Pletnev/Philharmonia Orchestra/Vladimir Ivanovič Fedoseev, 1998 Erato/Warner
- Chaikovsky Sibelius, Conc. vl. - Shaham/Sinopoli/PhO, 1991 Deutsche Grammophon
- Corigliano: Il violino rosso - Joshua Bell/Philharmonia Orchestra/Esa-Pekka Salonen, 1998 SONY BMG - Oscar a la mejor banda sonora 1999
- Debussy, (Boulez dirige Debussy) La Mer + Prélude À L'Après-Midi D'un Faune + Jeux - Pierre Boulez, 1966 CBS - Grammy Award for Best Orchestral Performance 1969
- Donizetti: Don Pasquale - Ambrosian Opera Chorus/Gösta Winbergh/Guido Fabris/John Mordler/Mirella Freni/Philharmonia Orchestra/Riccardo Muti, 1984 EMI
- Elgar, Conc. vlc./Enigma/Pomp and circ. n. 1, 4 - Maisky/Sinopoli/PhO, 1987/1991 Deutsche Grammophon
- Elgar, Sinf. n. 1-2/Pomp & circum. - Sinopoli/PhO, Deutsche Grammophon
- Elgar - Walton: Cello Concertos - Delius: Caprice and Elegy - János Starker/Leonard Slatkin/Philharmonia Orchestra, 1997 Sony RCA
- Fauré Ravel, Requiem/Pavane - Giulini/PhO/Battle/Schmidt, Deutsche Grammophon
- Holst: The Planets - John Eliot Gardiner/Philharmonia Orchestra, 1995 Deutsche Grammophon
- Holst: The Planets - Leonard Slatkin/Philharmonia Orchestra, 2001 RCA BMG
- Ketèlbey: In a Persian Market - The Ambrosian Singers/John Lanchbery/Philharmonia Orchestra, 1978 EMI Warner
- Khachaturian: Violin Concerto, Taneyev: Suite de concert - David Oistrakh/Nicolai Malko/Philharmonia Orchestra, 1955/1957 EMI Warner
- Lalo: Symphonie Espagnole/Saint-Saens: Vln Cto/Ravel: Tzigane - Antonio Pappano/Philharmonia Orchestra/Maxim Vengerov, 2003 EMI Warner
- Liszt: Piano Concertos Nos. 1 & 2, Sonata in B Minor - Emanuel Ax/Esa-Pekka Salonen/Philharmonia Orchestra, 1993 SONY BMG
- Liszt: Piano Concertos Nos. 1 & 2 & Totentanz - Boris Vadimovič Berezovskij/Hugh Wolff/Philharmonia Orchestra, 1995 Teldec
- Mahler: The Complete Recordings - Philharmonia Orchestra/Giuseppe Sinopoli, 2001 Deutsche Grammophon
- Mahler: Symphony N.º 4/Lieder - Otto Klemperer/Christa Ludwig/Philharmonia Orchestra/Elisabeth Schwarzkopf, EMI Warner
- Mahler: Symphony N.º 9 & Richard Strauss: Metamorphosen - Tod und Verklärung - New Philharmonia Orchestra/Otto Klemperer/Philharmonia Orchestra, EMI Warner
- Mahler: Das Lied Von Der Erde - Otto Klemperer/Christa Ludwig/Fritz Wunderlich New Philharmonia Orchestra, EMI Warner
- Mascagni, Cavalleria rusticana - Sinopoli/Baltsa/Domingo/Pons, 1989 Deutsche Grammophon
- Maxwell-Davies, Sinf. n. 1/Points and dances from Taverner - Rattle/PhO, Decca
- Mendelssohn Schubert, Sinf. n. 4/Sinf. n. 8 - Sinopoli/PhO, Deutsche Grammophon
- Mendelssohn: A Midsummer Night's Dream - Philharmonia Orchestra/Sir Neville Marriner, 1983 Philips
- Mendelssohn: Symphony N.º 4 "Italiana" - Philharmonia Orchestra/Giuseppe Sinopoli, 2009 Deutsche Grammophon
- Mozart, Conc. p. n. 1-27 - Ashkenazy/PhO, Decca
- Mozart, Conc. p. n. 20, 21, 23-25 - Ashkenazy/PhO, Decca
- Mozart, Conc. p. n. 25, 27 - Ashkenazy/PhO, Decca
- Mozart: Piano Concertos Nos. 21 & 22 - Annie Fischer/Philharmonia Orchestra/Wolfgang Sawallisch, 1959 EMI
- Mozart, Così Fan Tutte - Judith Raskin/Sherrill Milnes/Ezio Flagello/John McCarthy/Leontyne Price/Tatiana Troyanos/Valda Aveling/Erich Leinsdorf/New Philharmonia Orchestra/George Shirley/The Ambrosian Opera Chorus, 1967 BMG - Grammy Award for Best Opera Recording 1969
- Mozart, Requiem, K. 626 - Carlo Maria Giulini/Neumann/van Ness/Lewis/Dawson/Philharmonia Orchestra & Chorus/Estes, Sony - Grammy Award for Best Choral Performance 1981
- Mozart: Flute and Harp Concerto K. 299 & Sinfonia Concertante K. 297b - Bryn Lewis/Giuseppe Sinopoli/John Anderson/Kenneth Smith/Meyrick Alexander/Michael Collins/Philharmonia Orchestra/Richard Watkins, 1993 Deutsche Grammophon
- Offenbach, Gaité parisienne/Ouv. Orfeo/Belle Hélène/Perichole/Vie Parisienne - Previn/Pittsburgh/Marriner/PhO, 1981 Decca
- Orff: Die Kluge & Der Mond - Elisabeth Schwarzkopf/Philharmonia Orchestra/Wolfgang Sawallisch, EMI Warner
- Prokófiev, Piano Concertos Nos. 2 & 3 - Evgeny Kissin/Philharmonia Orchestra/dir. Vladimir Ashkenazy, 2009 EMI - (Grammy) 2009
- Prokófiev, Peter & The Wolf (Remastered) - Peter Ustinov/Herbert von Karajan/Philharmonia Orchestra, 1956 Angel Records/Emkay Remasters - Grammy Award for Best Album for Children 1960
- Puccini: Madama Butterfly - Ambrosian Opera Chorus/Lorin Maazel/Philharmonia Orchestra/Plácido Domingo/Renata Scotto, 1978 SONY BMG CBS
- Puccini, Madama Butterfly - Sinopoli/Freni/Carreras/Pons, 1987 Deutsche Grammophon
- Puccini, Manon Lescaut - Sinopoli/Freni/Carreras, 1984 Deutsche Grammophon
- Puccini: La bohème - Antonio Pappano/Philharmonia Orchestra/Roberto Alagna/Thomas Hampson (cantante)/Simon Keenlyside, 1996 EMI Warner
- Puccini, Tosca - Sinopoli/Freni/Domingo/Ramey, 1990 Deutsche Grammophon
- Rajmáninov: Piano Concertos Nos. 2 & 3 - Esa-Pekka Salonen/Philharmonia Orchestra/Yefim Bronfman, 1992 SONY BMG
- Ravel Debussy, Bolero/Daphnis/Mer - Sinopoli/PhO, Deutsche Grammophon
- Rodrigo: Concierto de Aranjuez, Fantasia; Albeniz: Various - John Williams (guitarra)/Philharmonia Orchestra, 1981/1984 Sony CBS
- Rodrigo: Concierto de Aranjuez/Songs for Tenor & Guitar - Plácido Domingo/Manuel Barrueco/Philharmonia Orchestra, 1997 EMI Warner
- Rossini, Maometto II - Scimone/Anderson/Ramey/Palacio, 1983 Decca
- Rossini, Mosè in Egitto - Scimone/Anderson/Raimondi, 1981 Decca
- Rossini, Otello - Lopez-Cobos/Carreras/Von Stade, 1978 Decca
- Rossini, Stabat Mater - Giulini/Ricciarelli/Gonzalez, 1981 Deutsche Grammophon
- Rossini: Overtures - Carlo Maria Giulini/Philharmonia Orchestra, EMI Warner
- Saint-Saëns, Carnaval/Danza/Phaeton - Dutoit/PhO/London Sinfonietta, 1980 Decca
- Schumann: Symphony N.º 2; "Manfred" Overture; Konzertstück for 4 Horns - Christian Thielemann/Philharmonia Orchestra, 1997 Deutsche Grammophon
- Sibelius, Finlandia/Karelia/Tapiola - Ashkenazy/PhO/Stein, Decca
- Sibelius, Sinf. n. 1, 2, 4/Finlandia - Ashkenazy/PhO, Decca
- Sibelius: Symphonies 2 & 5 - Herbert von Karajan/Philharmonia Orchestra, 1998 EMI Warner
- Sibelius Glazunov, Conc. vl. op. 82/Conc.vl. op. 47/Suite vl. op. 117/Grand Adagio - Yoo/Ashkenazy/PhO, 2014 Deutsche Grammophon
- Strauss R: Ariadne auf Naxos - Herbert von Karajan/Philharmonia Orchestra/Elisabeth Schwarzkopf, EMI Warner
- Strauss R: Capriccio - Philharmonia Orchestra/Wolfgang Sawallisch/Dietrich Fischer-Dieskau, EMI Warner
- Strauss II: Die Fledermaus - Herbert von Karajan/Philharmonia Orchestra/Elisabeth Schwarzkopf, EMI Warner
- Stravinsky: The Rite of Spring - The Nightingale - London Symphony Orchestra/Philharmonia Orchestra/Robert Craft, 2005 Naxos
- Stravinsky: The Firebird & Petrushka - Philharmonia Orchestra/Robert Craft, 2005 Naxos
- Verdi: La Forza del Destino - Giuseppe Sinopoli/Philharmonia Orchestra/John Tomlinson/Agnes Baltsa/Renato Bruson/Juan Pons/Paata Burchuladze/José Carreras, 2005 Deutsche Grammophon
- Verdi: Requiem & Four Sacred Pieces - Carlo Maria Giulini/Philharmonia Orchestra/Elisabeth Schwarzkopf/Janet Baker, EMI
- Verdi: Falstaff - Philharmonia Orchestra/Herbert von Karajan/Nicola Zaccaria/Elisabeth Schwarzkopf, EMI Warner
- Wagner, Tristan Und Isolde - Suthaus/Kirsten Flagstad/Philharmonia Orchestra/Wilhelm Furtwängler, 1952 RCA Victor/EMI – Grammy Hall of Fame Award 1988
- Wagner, Tannhäuser - Sinopoli/Domingo/Studer/Baltsa, 1989 Deutsche Grammophon
- Bolton, My Secret Passion - Michael Bolton/Philharmonia Orchestra/Steven Mercurio, 1998 SONY BMG
- Chang: Lalo - Vieuxtemps - Charles Dutoit/Philharmonia Orchestra/Sarah Chang, 1995 Angel EMI
- Eaglen, Italian Opera Arias - Carlo Rizzi (director)/Jane Eaglen/Philharmonia Orchestra, 2001 SONY BMG
- Fleming, Guilty pleasures - Lang-Lessing/PhO, 2012 Decca
- Ludwig - Wagner: Wesendonck-Lieder, Brahms: Alto Rhapsody, Mahler: 5 Lieder, Beethoven: Abscheulicher! - Christa Ludwig/Otto Klemperer, 1962/1967 EMI Warner
- Pavarotti, Mattinata - Gamba/PhO/Tonini/NPO, Decca
- Powell, Ladyhawke - Andrew Powell, 1985 Atlantic Warner
- Schwarzkopf Sings Operetta - Elisabeth Schwarzkopf/Otto Ackermann/Philharmonia Orchestra, EMI Warner
- Zarvos, Remember Me (film), 2010 Capcom